# Lucio Ceccarini
Lucio Ceccarini   (Roma, 13 de desembre de 1930 - Roma, 14 de juliol de 2009) va ser un nedador i waterpolista italià que va competir durant la dècada de 1950.
Com a nedador guanyà un campionat nacional de relleus, però on va destacar més fou en el waterpolo. El 1952 va prendre part en els Jocs Olímpics de Hèlsinki, on va guanyar la medalla de bronze en la competició de waterpolo.
També guanyà una medalla de bronze al Campionat d'Europa de waterpolo de 1954. Després de retirar-se va continuar vinculat al waterpolo, primer com a àrbitre i posteriorment com a president del Centro Sportivo Aventino.